# The Big Bird Cage
Pour plus de détails, voir Fiche technique et Distribution.
The Big Bird Cage est un film américain réalisé par Jack Hill, sorti en 1972.

## Synopsis
Terry, une jeune femme élégante au bras d'un homme important de la société, entre dans un club chic, où l'on peut manger et jouer. La soirée s'interrompt lorsque les membres de l'orchestre se révèlent être des révolutionnaires qui sous la menace d'armes à feu, dévalisent toutes les personnes présentes. Celui qui semble être le chef des révolutionnaires, Django, enlève Terry. Mais le véhicule qui sert à la fuite n'est pas assez grand pour les emporter tous, et Django éjecte un conducteur de taxi pour s'y installer avec sa jolie prise. Cependant, il se fait coincer sur un pont par les policiers, abandonne le véhicule et plonge dans la rivière, laissant son otage seule. Elle se croit sauvée, mais est considérée comme complice et envoyée dans un camp pour femmes. Elle est peu à peu introduite aux rigueurs du traitement infligé aux prisonnières, qui n'ont que peu d'espoir d'en sortir. La garde est assurée par des hommes aux tendances homosexuelles, dont le chef est Rocco, sous le commandement de Zappa, ce qui permet d'assurer l'ordre du camp sans violer la règle qui interdit toute fornication.
De son côté, Blossom, la chanteuse de l'orchestre révolutionnaire, attend Django au camp des rebelles, et lui fait la leçon quand enfin il parvient à les rejoindre. Après une mémorable bagarre qui finit dans un bain de boue, les deux amoureux se retrouvent dans la case de Django. Devant les manifestations de leurs ébats amoureux, les rebelles réfléchissent au fait qu'ils manquent cruellement de présence féminine. L'un d'eux suggère qu'il serait possible de récupérer des femmes dans les prisons de femmes. Pour le bon moral des troupes révolutionnaires, il est donc décidé que Blossom va simuler un attentat pour se faire emprisonner dans le fameux camp de femmes, où elle prendra la direction des prisonnières. Une fois qu'elle est dans la place, Django lui aussi rejoint le camp, mais en se faisant passer pour un homosexuel, et en attirant le gardien en chef par son charme. 
Blossom prend en main les opérations et organise une révolte du camp dans la nuit, avec la complicité de Django. Tout ne se passe pas comme prévu, et l'armée intervient en renfort des gardiens du camp, décimant les prisonnières révoltées. Blossom et Django eux-mêmes sont tués. Ne s'échappent que Terry et une compagne qui s'était accrochée à elle. Les deux survivantes sont recueillies par les rebelles, qui les renvoient vers un autre pays.

## Fiche technique
- Titre français : The Big Bird Cage
- Réalisation : Jack Hill
- Scénario : Jack Hill
- Photographie : Felipe Sacdalan
- Production : Roger Corman, Cirio H. Santiago et Jane Schaffer
- Pays d'origine : États-Unis
- Format : Couleurs - 1,85:1 - Mono
- Genre : action
- Date de sortie : 1972

## Distribution
- Pam Grier : Blossom
- Anitra Ford (en) : Terry
- Candice Roman : Carla
- Teda Bracci : Bull Jones
- Carol Speed (en) : Mickie
- Karen McKevic : Karen
- Sid Haig : Django
- Marissa Delgado (en) : Rina
- Vic Diaz (en) : Rocco